# وادیم گوتزیت
وادیم گوتزیت (اوکراینی: Вадим Маркович Гутцайт؛ زادهٔ ۶ اکتبر ۱۹۷۱) شمشیرباز اهل اتحاد جماهیر شوروی سوسیالیستی بود.